# سیارک ۲۷۳۴۴
سیارک ۲۷۳۴۴ (به انگلیسی: 27344 Vesevlada، نامگذاری:2000DM2) بیست و هفت هزار و سیصد و چهل و چهارمین سیارک کشف شده‌است که در ۲۶ فوریه ۲۰۰۰ کشف شد.